# آنا كينغ
آنا كينغ (بالإنجليزية: Anna King)‏ هي موسيقية ومغنية أمريكية، ولدت في 9 ديسمبر 1937 في فيلادلفيا في الولايات المتحدة، وتوفي بنفس المكان في 21 أكتوبر 2002.

## وصلات خارجية
- آنا كينغ على موقع ميوزك برينز (الإنجليزية)
- آنا كينغ على موقع أول ميوزيك (الإنجليزية)
- آنا كينغ على موقع ديسكوغز (الإنجليزية)